# Alessandro Frosini
Alessandro Frosini (nacido el 22 de septiembre de 1972 (52 años) en Siena, Italia)  es un exjugador italiano de baloncesto. Con 2.09 metros de estatura, jugaba en la posición de pívot.

## Equipos
- 1990-1994 Scaligera Verona
- 1994-1997 Fortitudo Bologna
- 1997-2003 Virtus Bologna
- 2003-2005 Victoria Libertas Pesaro
- 2005-2007 Pallacanestro Biella
- 2007-2009 Juvecaserta Basket
- 2009-2011 Pallacanestro Reggiana

## Palmarés
- LEGA: 2

Virtus Bologna: 1997-1998, 2000-2001
- Copa de Europa: 2

Virtus Bologna: 1997-98, 2000-2001
- Copa Italia: 4

Scaligera Verona: 1991
Virtus Bologna: 1999, 2001, 2002